# Hieracium kupfferi
Hieracium kupfferi es una especie de planta con flor del género Hieracium, de la familia Asteraceae, orden Asterales.

## Distribución
Hieracium kupfferi se distribuye por Estonia.

## Taxonomía
Fue descrita científicamente por Dahlst.
Tratamiento taxonómico
La especie aparece registrada en una sección de la publicación Bih. Kongl. Svenska Vetensk.-Akad. Handl.